# Robert Loggia
Salvatore Loggia (Staten Island, Nueva York, 3 de enero de 1930-Brentwood, California, 4 de diciembre de 2015), más conocido como Robert Loggia, fue un actor y director de cine estadounidense, generalmente reconocido por sus papeles como secundario. Fue nominado en dos ocasiones al premio Emmy, en 1990 por la serie Mancuso, FBI y en 2001 por Malcolm in the Middle, y a un premio Óscar en la categoría de mejor actor de reparto por su trabajo en Al filo de la sospecha (1985).

## Primeros años
Loggia, de ascendencia italiana, nació en Staten Island, Nueva York, hijo de Elena Blandino, ama de casa, y Benjamin Loggia, un zapatero, ambos nacidos en Sicilia, Italia. Después de estudiar en Wagner College y periodismo en la Universidad de Misuri (generación de 1951), y servir en el Ejército estadounidense, comenzó una larga carrera como actor en películas, teatro y televisión.

## Carrera
Robert Loggia empezó como conductor de radio y televisión en el Panamá Canal Zone. Su primera aparición destacada fue cuando interpretó a Elfego Baca, un abogado estadounidense en Walt Disney anthology televisión series. Poco después, ya como actor principal, encarnó al proverbial ratero arrepentido en la serie de corta duración T.H.E. Cat. 
Algunos de sus créditos en televisión incluyen series como  Overland Trail, Target: The Corruptors!, The Eleventh Hour, Breaking Point, Combat!, Custer, Columbo, Little House on the Prairie, Starsky and Hutch, Charlie's Angels, The Rockford Files (tres veces, haciendo tres personajes diferentes), Magnum P.I., Quincy ME, Los Soprano, y la miniserie Wild Palms de Oliver Stone.
Como actor de cine ha trabajado en películas como Somebody Up There Likes Me (Marcado por el odio), La venganza de la Pantera Rosa, Psicosis II, An Officer and a Gentleman (Oficial y caballero), Scarface, Prizzi's Honor, Independence Day, Necessary Roughness, Return to Me, Armed and Dangerous, Over the Top y Big (por la cual ganó un Saturn Award al mejor actor de reparto). En 1985, Loggia fue nominado al premio Óscar como Mejor actor de reparto por su interpretación del malhumorado detective privado Sam Ranson en el thriller Jagged Edge. Fue nominado al Emmy en 1989 por su papel como el agente del FBI Nick Mancuso en la serie Mancuso, FBI, una continuación de la miniserie del año anterior, Favorite Son. También hizo de gánster en dos ocasiones, haciendo la voz de Sykes en Oliver & Company (1988), y como Mr. Eddy en Carretera perdida (1997) de David Lynch, una película en donde trabajó nuevamente junto a Bill Pullman.
En 1999, apareció en un comercial satírico acerca de las celebridades. En él, un joven nombra a Loggia como alguien en quien confiaría como para recomendar zumo de naranja Minute Maid; Robert Loggia aparece instantáneamente y promociona el producto, el joven exclama «¡Wow, Robert Loggia!». Más tarde se haría referencia a este comercial en un capítulo de Malcolm in the Middle en el que Loggia tiene una participación como invitado haciendo del abuelo Victor (papel por el cual recibió su segunda nominación al Emmy); en este capítulo, Loggia toma un trago de zumo, luego lo escupe, quejándose de la pulpa. Loggia también ha sido parodiado en un capítulo de Family Guy titulado «Peter's Two Dads».
Además de su papel en Oliver & Company (1988), ha tenido otros trabajos como actor de voz. Un papel frecuente en la comedia animada de Adult Swim, Tom Goes to the Mayor; como el deshonesto Ray Machoski en el videojuego Grand Theft Auto III; como el Almirante Petrarch en FreeSpace 2; como el narrador de Scarface: The World is Yours; y en la película de anime A Dog of Flanders (1997).
Falleció el 4 de diciembre de 2015 en Brentwood. Durante sus últimos cinco años de vida, padeció la enfermedad de Alzheimer.

## Filmografía (selección)

### Películas
| Año  | Título                           | Título original                  | Personaje               | Notas |
| ---- | -------------------------------- | -------------------------------- | ----------------------- | ----- |
| 1976 | Mallory: Circumstantial Evidence | Mallory: Circumstantial Evidence | Angelo Rondello         |       |
| 1978 | La venganza de la pantera rosa   | Revenge of the Pink Panther      | Al Marchione            |       |
| 1982 | Oficial y caballero              | An Officer and a Gentleman       | Byron Mayo              |       |
| 1982 | Tras la pista de la pantera rosa | Tras la pista de la pantera rosa | Bruno Langois           |       |
| 1983 | Psicosis II                      | Psycho II                        | Dr. Billy Raymond       |       |
| 1983 | La maldición de la pantera rosa  | Curse of the Pink Panther        | Bruno Langois           |       |
| 1983 | Scarface                         | Scarface                         | Frank López             |       |
| 1987 | Yo, el halcón                    | Over the Top                     | Jason Cutler            |       |
| 1987 | Los creyentes                    | The Believers                    | Teniente Sean McTaggert |       |
| 1988 | Quisiera ser grande              | Big                              | MacMillan               |       |
| 1989 | Fuera de sí, sin descanso        | Relentless                       | Bill Malloy             |       |
| 1990 | La oportunidad llama a la puerta | Opportunity Knocks               | Milt Malkin             |       |
| 1991 | Ella siempre dice sí             | The Marrying Man                 | Lew Horner              |       |
| 1992 | Gladiator                        | Gladiator                        | Pappy Jack              |       |
| 1994 | Me gustan los líos               | I Love Trouble                   | Matt Greenfield         |       |
| 1995 | De sangre fría                   | Coldblooded                      | Gordon                  |       |
| 1996 | Día de la Independencia          | Independence Day                 | General William Grey    |       |
| 1997 | Carretera perdida                | Lost Highway                     | Sr. Eddy / Dick Laurent |       |
| 2000 | Hechizo del corazón              | Return to Me                     | Angelo Pardipillo       |       |
| 2001 | Un cargamento potente            | The Shipment                     | Frank                   |       |
| 2009 | Los locos de Hollywood           | Shrink                           | Dr. Robert Carter       |       |

### Television
| Year      | Title                                   | Role                                        | Notes |
| --------- | --------------------------------------- | ------------------------------------------- | --- |
| 1956      | Studio One                              |                                             | Season 9 Episode 1: "A Special Announcement" |
| 1957      | Studio One                              | Henry Thomas                                | Season 9 Episode 28: "The Traveling Lady" |
| 1957      | Studio One                              | Lieutenant Joe Crane                        | Season 10 Episode 3: "Mutiny on the Shark: Part 1" Season 10 Episode 4: "Mutiny on the Shark: Part 2" |
| 1958      | Playhouse 90                            | Major Woulman                               | Season 2 Episode 32: Rumors of Evening |
| 1958      | NBC Matinee Theater                     | Dagnon                                      | Season 3 Episode 103: "The Prophet Hosea" |
| 1958-1960 | Walt Disney Presents                    | Elfego Baca                                 | Season 5 Episode 1: "The Nine Lives of Elfego Baca" (1958) Season 5 Episode 3: "Four Down and Five Lives to Go" (1958) Season 5 Episode 5 Episode 10: "Elfego Baca: Lawman or Gunman" (1958) Season 5 Episode 11: "Law and Order, Incorporated" (1958) Season 5 Episode 17: "Elfego Baca: Attorney at Law" (1959) Season 5 Episode 19: "The Griswold Murder" (1959) Season 6 Episode 7: "Elfego Baca: Move Along, Mustangers" (1959) Season 6 Episode 8: "Elfego Baca: Mustang Man, Mustang Maid" (1959) Season 6 Episode 24: Elfego Baca: Friendly Enemies at Law" (1960) Season 6 Episode 25: Elfego Baca: Gus Tomlin is Dead" (1960) |
| 1959      | Wagon Train                             | Jose Maria Moran                            | Season 2 Episode 34: "The Jose Maria Moran Story" |
| 1959      | Alcoa Presents: One Step Beyond         | Tom Grant                                   | Season 2 Episode 15: "The Hand" |
| 1959      | Westinghouse Desilu Playhouse           | Patsy                                       | Season 2 Episode 5: "Come Back to Sorrento" |
| 1960      | The United States Steel Hour            | Jacques Planchet / Jonathan Plunkett        | Season 7 Episode 16: "How to Make a Killing" |
| 1960      | Overland Trail                          | Captain Porfirio Diaz                       | Season 1 Episode 11: "Mission into Mexico" |
| 1960      | Alfred Hitchcock Presents               | Larry Chetnik                               | Season 6 Episode 9: "The Money" |
| 1961      | Naked City                              | Ben Tourelle                                | Season 3 Episode 4: "The Fingers of Henri Tourelle" |
| 1961      | Target: The Corruptors                  | Johnny Praisewater                          | Season 1 Episode 5: "The Poppy Vendor" |
| 1961      | The Defenders                           | Joe Manson                                  | Season 1 Episode 12: "Perjury" |
| 1961      | Alcoa Premiere                          | Archduke Franz Ferdinand of Austria-Hungary | Season 1 Episode 9: "The End of a World" |
| 1962      | The Untouchables                        | Leo Mencken / Larry Zenko                   | Season 3 Episode 17: "Takeover" |
| 1962      | The Dick Powell Show                    | Collin Maese                                | Season 1 Episode 23: "The Hook" |
| 1962      | The DuPont Show of the Week             | Kiki                                        | Season 2 Episode 2: "The Interrogator" |
| 1962      | Alfred Hitchcock Presents               | James "Jimmy" French                        | Season 7 Episode 16: "The Case of M.J.H." |
| 1963      | The Alfred Hitchcock Hour               | "Driver" Arthur                             | Season 2 Episode 4: "You'll Be the Death of Me" |
| 1963      | The Defenders                           | Jerry Thomas                                | Season 2 Episode 23: "The Eye of Fear" |
| 1963      | Rawhide                                 | Maria Jose Chappala                         | Season 5 Episode 24: "Incident of the Comanchero" |
| 1963      | Ben Casey                               | Dr. Mike Rosario                            | Season 3 Episode 2: "Justice to a Microbe" |
| 1964      | Ben Casey                               | John Hanavan                                | Season 4 Episode 13: "This Wild, Wild, Wild Waltzing World" |
| 1964      | The Nurses                              | Dr. Juan Cortez                             | Season 3 Episode 13: "The Skill in These Hands" |
| 1964      | Route 66                                | Colonel Zaman                               | Season 4 Episode 23: "I'm Here to Kill a King" |
| 1965      | The Alfred Hitchcock Hour               | Richard Schausak                            | Season 3 Episode 25: "The World's Oldest Motive" |
| 1965      | Combat!                                 | Etienne                                     | Season 3 Episode 26: "The Tree of Moray" |
| 1965      | Gunsmoke                                | Lieutenant Cal Tripp                        | Season 10 Episode 19: "Chief Joseph" |
| 1965      | The Wild Wild West                      | Warren Trevor                               | Season 1 Episode 4: "The Night of Sudden Death" |
| 1966      | Voyage to the Bottom of the Sea         | Dr. Crandell Ames                           | Season 2 Episode 19: "Graveyard of Fear" |
| 1966–1967 | T.H.E. Cat                              | Thomas Hewitt Edward Cat                    | all 26 episodes |
| 1967      | The Wild Wild West                      | Colonel Arsenio 'Arsenic' Barbossa          | Season 3 Episode 3: "The Night of Assassin" |
| 1968      | The Big Valley                          | Vern Hickson                                | Season 4 Episode 9: "The Profit and the Lost" |
| 1968      | The High Chaparral                      | Chio                                        | Season 2 Episode 9: "The Deceivers" |
| 1970      | The High Chaparral                      | Grey Wolf                                   | Season 4 Episode 9: "The Forge of Hate" |
| 1970      | The F.B.I.                              | Alex Poland                                 | Season 6 Episode 8: "The Deadly Pact" |
| 1972      | The F.B.I.                              | Phillip Derrane                             | Season 7 Episode 20: "Arrangement with Terror" |
| 1974      | Cannon                                  | Luis Gutierrez                              | Season 4 Episode 6: "The Exchange" |
| 1975      | Mannix                                  | Inspector Varga                             | Season 8 Episode 20: "Bird of Prey: Part 1" Season 8 Episode 21: "Bird of Prey: Part 2" |
| 1975      | Starsky & Hutch                         | Ben Forest                                  | Season 1 Episode 5: "The Fix" |
| 1975      | Kojak                                   | Cassidy York                                | Season 2 Episode 23: "Two-Four-Six for Two Hundred" |
| 1975      | McMillan & Wife                         | Dimetrios Anapopulis                        | Season 5 Episode 3: "Aftershock" |
| 1975      | Ellery Queen                            | Alexsei Dobrenskov                          | Season 1 Episode 7: "The Adventure of Colonel Nivin's Memoirs" |
| 1975      | S.W.A.T.                                | Joe Stevens                                 | Season 1 Episode 5: "Hit Men" |
| 1976      | S.W.A.T.                                | Lieutenant Johnson                          | Season 2 Episode 22: "Any Second Now" |
| 1976      | Cannon                                  | Johnny Behr                                 | Season 5 Episode 21: "Snapshot" |
| 1976      | Columbo                                 | Harry                                       | Season 5 Episode 5: "Now You See Me" |
| 1976      | The Moneychangers                       | Tony "Tony Bear"                            | Season 1 Episode 3: "Part III" Season 1 Episode 4: "Part IV" |
| 1976      | The Rockford Files                      | Dominic Marcon                              | Season 3 Episode 5: "Drought at Indianhead River" |
| 1976      | Charlie's Angels                        | Paul Terranova                              | Season 1 Episode 6: "The Killing Kind" |
| 1976      | Wonder Woman                            | Hans Eichler                                | Season 1 Episode 6: "Wonder Woman vs Gargantua" |
| 1976      | Street Killing                          | Louis Spillane                              | Television film |
| 1976      | The Six Million Dollar Man              | Mahmud Majid                                | Season 4 Episode 9: "The Thunderbird Connection" (Television film) |
| 1976      | Police Woman                            | Paul Nicastro                               | Season 2 Episode 19: "Wednesday's Child" |
| 1977      | Police Woman                            | Sylvester                                   | Season 3 Episode 16: "Shadow of a Doubt" |
| 1977      | The Rockford Files                      | Manny Arturis                               | Season 4 Episode 1: "Beamer's Last Case" |
| 1977      | Raid on Entebbe                         | Yigal Allon                                 | Television film |
| 1977      | The Six Million Dollar Man              | Hendricks                                   | Season 5 Episode 7: "Rollback" |
| 1977      | The Bionic Woman                        | Ali Ben Gazim                               | Season 2 Episode 17: "Jaime and the King" (Television film) |
| 1978      | Starsky & Hutch                         | Jack Parker                                 | Season 4 Episode 10: "The Groupie" |
| 1978      | The Rockford Files                      | Russell Nevitt                              | Season 5 Episode 2: "Rosendahl and Gilda Stern Are Dead" |
| 1978      | The Eddie Capra Mysteries               | George Carroll                              | Season 1 Episode 6: "How Do I Kill Thee?" |
| 1979      | Hawaii Five-O                           | Russ Hendrix                                | Season 11 Episode 18: "The Execution File" |
| 1979      | Vega$                                   | Lou Volt                                    | Season 1 Episode 13: "The Eleventh Event" |
| 1980      | Vega$                                   | Simon Webster                               | Season 2 Episode 18: "The Hunter Hunted" |
| 1980      | Charlie's Angels                        | Michael Durano                              | Season 4 Episode 23: "Toni's Boys" |
| 1980      | Magnum, P.I.                            | Philippe Trusseau                           | Season 1 Episode 1: "Don't Eat the Snow in Hawaii" Season 1 Episode 2: "Don't Eat the Snow in Hawaii: Part 2" |
| 1981      | Fantasy Island                          | Porter Brockhill                            | Season 4 Episode 12: "The Heroine/The Warrior" |
| 1982      | A Woman Called Golda                    | Anwar Sadat                                 | TV miniseries |
| 1982      | Little House on the Prairie             | Thomas Stark                                | Season 9 Episode 4: "Rage" |
| 1983–1984 | Emerald Point N.A.S.                    | Yuri Bukharin                               | 16 episodes |
| 1984      | Murder, She Wrote                       | Joe Kellijian                               | Season 1 Episode 9: "Death Casts a Spell" |
| 1984      | Matt Houston                            | Decker                                      | Season 3 Episode 6: "Return to Nam: Part 1" Season 3 Episode 7: "Escape from Nam: Part 2" |
| 1985      | Streets of Justice                      | Detective Christopher Ryan                  | Television film |
| 1986      | Magnum, P.I.                            | Philippe Trusseau / 'La Bulle'              | Season 7 Episode 5: "Death and Taxes" |
| 1986      | Alfred Hitchcock Presents               | Charley                                     | Season 1 Episode 14: "A Very Happy Ending" |
| 1987      | Echoes in the Darkness                  | Jay Smith                                   | 2 episodes ("Part I" and "Part II") |
| 1987      | Conspiracy: The Trial of the Chicago 8  | William Kunstler                            | Television film |
| 1988      | Favorite Son                            | Nick Mancuso                                | Season 1 Episode 1: "Part One" |
| 1989–1990 | Mancuso, F.B.I.                         | Nick Mancuso                                | all 20 episodes |
| 1991      | Sunday Dinner                           | Ben Benedict                                | all 6 episodes |
| 1993      | Wild Palms                              | Senator Anton Kreutzer                      | all 5 episodes |
| 1993      | Mercy Mission: The Rescue of Flight 771 | Gordon Vette                                | Television film |
| 1995      | Picture Windows                         | Merce                                       | Season 1 Episode 6: "Armed Response" |
| 1996      | The Right to Remain Silent              | Lieutenant Mike Brosloe                     | Television film |
| 1996      | Mistrial                                | Captain Lou Unger                           | Television film |
| 1999      | Joan of Arc                             | Father Monet                                | 2 episodes ("Part I" and "Part II") |
| 2000      | Dharma & Greg                           | General Kirby                               | Season 4 Episode 4: "Hell No, Greg Can't Go" |
| 2000      | Frasier                                 | Stefano                                     | Season 7 Episode 21: "The Three Faces of Frasier" |
| 2000      | The Outer Limits                        | Justice Earl Clayton                        | Season 6 Episode 21: "Final Appeal" |
| 2000      | Touched by an Angel                     | Chandler Crowne                             | Season 7 Episode 4: "Restoration" |
| 2001      | Malcolm in the Middle                   | Victor                                      | Season 2 Episode 15: "The Grandparents" |
| 2003      | Queens Supreme                          | Judge Thomas O'Neill                        | all 13 episodes |
| 2003      | Curb Your Enthusiasm                    | Mel Brooks' Business Associate              | Season 4 (2 episodes uncredited) |
| 2004      | The Sopranos                            | Feech La Manna                              | Season 5 Episode 1: "Two Tonys" Season 5 Episode 2: "Rat Pack" Season 5 Episode 3: "Where's Johnny?" Season 5 Episode 4: "All Happy Families" |
| 2006      | Tom Goes to the Mayor                   | Lew Petersen (voice)                        | Season 2 Episode 6: "Saxman" |
| 2008      | Monk                                    | Louie Flynn                                 | Season 7 Episode 4: "Mr. Monk Takes a Punch" |
| 2010      | Hawaii Five-0                           | Boatswain's Mate 1st Class Ed McKay         | Season 1 Episode 7: "Ho'apano (Accept)" |
| 2010      | Men of a Certain Age                    | Artie                                       | Season 1 Episode 7: "Father's Fraternity" |
| 2011      | Men of a Certain Age                    | Artie                                       | Season 2 Episode 6: "Let the Sunshine In" Season 2 Episode 9: "A League of Their Owen" |
| 2011      | Family Guy                              | Himself (live-action cameo)                 | Season 9 Episode 15: "Brothers and Sisters" |
| 2013      | Family Guy                              | Himself (voice)                             | Season 11 Episode 14: "Call Girl" |

## Premios y distinciones
Premios Óscar
| Año  | Categoría              | Película               | Resultado |
| ---- | ---------------------- | ---------------------- | --------- |
| 1986 | Mejor actor de reparto | Al filo de la sospecha | Nominado  |